# جورجي كاي
جورجي كاي (بالإنجليزية: Georgi Kay)‏ هي مغنية مؤلفة ومغنية أسترالية، ولدت في 15 مارس 1993 في باركشير في المملكة المتحدة.

## وصلات خارجية
- الموقع الرسمي
- جورجي كاي على موقع IMDb (الإنجليزية)
- جورجي كاي على موقع ميوزك برينز (الإنجليزية)
- جورجي كاي على موقع ميوزك برينز (الإنجليزية)
- جورجي كاي على موقع أول ميوزيك (الإنجليزية)
- جورجي كاي على موقع ديسكوغز (الإنجليزية)